# Марсель Кауфман
Марсель Кауфман (фр. Marcel Kauffmann, 22 травня 1910, Мюлуз — 17 вересня 1969) — французький футболіст, що грав на позиції півзахисника за «Мюлуз» та національну збірну Франції.

## Клубна кар'єра
У дорослому футболі дебютував 1924 року виступами за команду «Мюлуз», кольори якої і захищав протягом наступних чотирнадцяти років своєї кар'єри гравця. 

## Виступи за збірну
1930 року дебютував в офіційних матчах у складі національної збірної Франції.
Загалом протягом чотирирічної кар'єри в національній команді провів у її формі 5 матчів.
Помер 17 вересня 1969 року на 60-му році життя.